# Gustavo Vargas Molinare
Gustavo Vargas Molinare (Chillán, 17 de noviembre de 1903 - Santiago, 9 de septiembre de 1985) fue un comerciante y político nacionalsocialista chileno.

## Biografía
Hijo de Jorge Vargas Salcedo y Natalia Molinare Gallardo. Estudió en el Liceo Alemán de Santiago (hasta 1920). Se desempeñó luego en el ámbito comercial, como dueño de la Importadora Comercial Fisk S.A. Ltda., representante de los neumáticos Fisk, automóviles Studenbaker y Jaguar, radios Phillips y tractores Ferguson. 
Dirigió varias compañías en las que destaca: la Compañía Chilena de Importaciones, la Chilean Agencies S.A., la Compañía Maderera de Cautín, la Maestranza Heiremanns y la empresa TEMAC. Dueño de los fundos madereros Los Coigues y El Pastal, en Villarrica. Fue técnico en distribución y ventas de la firma Petrovic, Errázuriz y Cía. Consejero de la Caja de Crédito Agrario (1939-1941) y de la Caja de Colonización Agrícola (1941). En 1956 Fundó YGC
Contrajo matrimonio el 5 de mayo de 1929 con Marta Infante Yávar, con quien tuvo tres hijos.

## Carrera política
Se mantuvo bastante independiente de los grandes bloques políticos de la sociedad chilena. Fue miembro de las Milicias Republicanas y en 1937 formó parte del Movimiento Nacional Socialista de Chile, siendo elegido diputado por la 21.ª agrupación departamental, de las comunas de Temuco, Villarrica, Pitrufquén e Imperial (1937-1941). Integró la comisión permanente de Vías y Obras Públicas.
Para las elecciones de 1941 fue candidato al Parlamento por la Vanguardia Popular Socialista, llegando nuevamente al Congreso, por la misma agrupación departamental (1941-1945). Esta vez fue miembro de la comisión de Defensa Nacional y la de Gobierno, Interior y Reglamento. Durante su periodo legislativo fue autor la Ley que creó un monumento o Santuario de la Patria, en homenaje al prócer Bernardo O'Higgins.
Pasó en 1949 al Partido Agrario Laborista (PAL) y en 1957 a la Democracia Cristiana (DC). Fue delegado de Chile al Congreso de las Democracias de Montevideo, Uruguay. Autor del libro En Defensa de Chile sobre su pensamiento cercano al Tercer Reich durante la Segunda Guerra Mundial.
Miembro de la 5.ª Compañía de Bomberos de Santiago (1925-1958) y secretario de la misma (1976-1977). Fue socio del Club de la Unión.